# حمید لیقوانی
حمید لیقوانی (زاده ۱۳۳۰ تهران) بازیگر سینما و تلویزیون ایران است.

## نقش آفرینی
وی دارای مدرک درجه دو هنرمندی معادل فوق کارشناسی از شورای ارزشیابی کل کشور است. تجربه آموزشی در گروه هنر ملی به سرپرستی عباس جوانمرد و کارگاه نمایش توسط گروه بازیگران شهر از سال ۱۳۴۹ تا ۱۳۵۴، برگزاری آتلیه نمایش دوره تئاتر آزمایشگاهی و همچنین روش بازیگری «متد آکتینگ» برای سینما و تئاتر زیر نظر اساتیدی چون گیل پیترسن و بهروز گرامیان است و همچنین همزمان طی دوره فیلمسازی در سینمای آزاد وابسته به تلویزیون از ۱۳۵۴ تا ۱۳۵۷ و کارگردانی و بازیگری در تئاتر و سینما، بازی در سینما، کارگردانی فیلم‌های کوتاه و کارگردانی و بازی در تئاتر طراحی صحنه پوستر و بروشور، تدریس بازیگری و داوری از دیگر سوابق وی است.

## فیلم‌شناسی
- فیل در تاریکی (فیلم)
- فصل خون

### مجموعه تلویزیونی
- خروس (مجموعه تلویزیونی)
- خانه اجاره‌ای
- صید در پی صیاد
- آقای همه فن حریف
- فصل خون
- راه دررو
- زن بابا

## کارگردانی و بازیگری تئاتر
- بازی در نمایش «حسن سنتوری» به کارگردانی «هادی اسلامی»؛ ۱۳۵۱
- بازی در نمایش «ساکت» به کارگردانی «جعفر والی»؛ ۱۳۵۲
- کارگردانی و بازی در نمایش «آسانسور در مطبخ» نوشته «هارولد پینتر»؛ ۱۳۵۵
- کارگردانی و بازی در نمایش «مضرات دخانیات و خودکشی» نوشته «آنتوان چخوف»؛ ۱۳۵۷ – ۱۳۵۶
- کارگردانی، طراحی صحنه و طراحی پوستر و بروشور در نمایش «چچه» نوشته «پیراند للو»؛ ۱۳۵۸–۱۳۵۷
- بازی در نمایش «حکومت نظامی» به کارگردانی «منیژه محامدی»؛ ۱۳۵۸
- بازی در نمایش «نطق باشکوه اسکندر» به کارگردانی «صادق هاتفی»؛ ۱۳۵۹
- بازی در نمایش «شوایک در جنگ جهانی دوم» نوشته «برتولت برشت» به کارگردانی «فرهاد مجدآبادی»؛ ۱۳۵۹
- کارگردانی، طراحی صحنه و طراحی پوستر و بروشور در نمایش «شب جنایتکاران» نوشته «خوزه ترایانا»؛ ۱۳۶۰
- بازی در نمایش «ماجرای کویر طبس» به کارگردانی «عسگر قدس»؛ ۱۳۶۱–۱۳۶۰
- بازی در نمایش تلویزیونی «دست‌های آلوده» نوشته «ژان پل سارتر» به کارگردانی «صادق هاتفی»؛ ۱۳۶۲
- بازی در نمایش «خیمه شب بازی» به کارگردانی «صادق هاتفی»؛ ۱۳۶۲
- بازی در نمایش «کاپیتولاسیون» به کارگردانی «نورالله حسینی نی»؛ ۱۳۶۳ – ۱۳۶۲
- کارگردانی نمایش «یه روز که خورشید نباشه» نوشته «کاظم اخوان»؛ ۱۳۶۴
- کارگردانی نمایش «شهر آفتاب گردان» نوشته «کاظم اخوان»؛ ۱۳۶۵
- بازی و کارگردانی (مشترک با عسگر قدس) در نمایش «هملت»؛ ۱۳۶۵
- کارگردانی، طراحی صحنه و طراحی پوستر و بروشور در نمایش «همه عطرهای عربستان» نوشته «فرناندو آرابال»؛ ۱۳۶۷
- بازی در نمایش «کبودان و اسفندیار» به کارگردانی «سهراب سلیمی»؛ ۱۳۷۰
- بازی در نمایش «هملت» به کارگردانی «قطب‌الدین صادقی»؛ ۱۳۷۱
- کارگردانی و طراحی صحنه در نمایش «سیندک» نوشته «ناصر گیاه‌پرور»؛ ۱۳۷۵
- کارگردانی و طراحی صحنه در نمایش «نامزد و پدر جان عروس» نوشته «آنتوان چخوف»؛ ۱۳۷۶
- کارگردانی نمایش «دو جلاد» نوشته «فرناندو آرابال»؛ تهران، اداره تئاتر، خانه نمایش؛ ۱۳۸۶